# Vlagyimir Tyeodorovics Szpivakov
Vlagyimir Teodorovics Szpivakov (oroszul: Владимир Теодорович Спиваков) (Csernyikovszk (ma Ufa része), 1944. szeptember 12.) világhírű orosz karmester, hegedűművész, zenepedagógus, a Moszkvai Virtuózok kamarazenekar alapítója.

## Élete
A háború idején Baskíriába evakuált zsidó családba született. 13 évesen elnyerte a nagy karmesterverseny első díját, Moszkvában. 
A háború után a család visszaköltözött Leningrádba ahol az anya zeneiskolában tanított, az apa dietológus orvosként dolgozott. 
Tanulmányait a Moszkvai Konzervatóriumban, Jurij Jankelevicsnél végezte, és a Chicagói Szimfonikus Zenekarral debütált, 1979-ben. Ugyanebben az évben megalapította a Moszkvai Virtuózok kamarazenekart, amelynek művészeti vezetője és vezető karmestere azóta is. 1984-ben Leonard Bernstein neki adta karmesteri pálcáját. 1989-ben emigrált Spanyolországba. 1991-ben megkapta a Szovjetunió Művésze kitüntetést. Három évvel később megalapította a Vladimir Spivakov Nemzetközi Jótékonysági Alapítványt, hogy segítsen az orosz árvákon. 2000-ben elnyerte a Francia Köztársaság Becsületrendje lovagi fokozatát a Colmar Nemzetközi Fesztiválban 1989 óta végzett munkájáért.
Szpivakov tekinthető generációja egyik legnagyobb hegedűsének, azóta hogy Jurij Jankelevicsnél tanult a Moszkvai Konzervatóriumban. Több nemzetközi versenyen díjazták, pl. Moszkva, Párizs, Genova és Montréal városában.
Jelenleg az Orosz Nemzeti Filharmonikusok művészeti vezetője és vezető karmestere. 2010-ben ő vezényelte Garri Bardin zenéjét A rút kiskacsa rajzfilm alá.
2014 márciusában aláírt egy Vlagyimir Putyin politikáját támogató levelet, amikor az oroszok visszavették a Krím-félszigetet, amelyet Ukrajna még a Szovjetunió alatt kapott meg.

### Családja
- Első felesége, – Szvetlana Boriszovna Bezrodnaja (született Levina) (sz. 1934), hegedűs és karmester. Oroszország népi művésze (1996).
- Második felesége – Viktorija Valentyinovna Posztyikova (sz. 1944), zongoraművész. Oroszország népi művésze (2004). 
  - Fiuk – Alekszandr (később Gennagyij Rozsgyesztvenszkij karmester fogadta örökbe).
- Harmadik felesége – Szatyenyik (Szatyi) Zarzejevna Szpivakova (született Szaakjanc) (sz. 1962), Örményországi származású színésznő, televíziós műsorvezető, producer,díszlettervező, pedagógus és író. 
  - Lányaik – Jekatyerina, Tatyjana és Anna.
  - Fogadott lányuk – Alekszandra (Elhunyt nővérének Jelizavetának a lánya).

## Kitüntetések, díjak
- Az Orosz Konföderáció Tiszteletbeli Művésze (1978)
- Az Orosz Konföderáció Népmúvésze (1986)
- A Szovjetunió Népművésze (1990)
- Az Észak-Oszét-Alán Köztársaság Népművésze (2005)
- Szovjet Állami Díj (1989) – az 1986–1988 közötti koncertprogramokért
- Lenin Komszomol-Díj (1982) – a nagy teljesítményekdrt
- Pán-Európai Müncheni Akadémia „Díj a kiemelkedő eredményekért a zeneművészet területén” (1981)
- Barátságért érdemrend (1994)
- Érdemrend a Hazáért, 3. osztály (1999), 2. osztály (2009)
- Érdemrend, 2. osztály (Ukrajna, 2009)
- „Danaker-rend” (Kirgizisztán, 2001)
- Szent Mastoc-rend (Örményország, 1999)
- A Művészet és Irodalom Rend Tisztje (Franciaország, 1999)
- francia Becsületrend tiszti fokozata (Franciaország, 2011, korábban lovagi fokozat, 2000-ben)
- Olajág-díj (Örményország, 2001)
- A Század Mecénásai (2005)
- Arany Sólyom nemzetközi rend (2005)
- A Moszkvai Állami Egyetem tiszteletbeli doktora (2002)
- Az Év Személyiségei, a Bálványok (2002)
- Az év oroszai (2005. május)
- UNESCO Művész a Békéért – a „kiemelkedő hozzájárulás, a zeneművészeti világ, a munka, a béke, a kultúrák közötti párbeszédhez” (2006)
- UNESCO Mozart Aranyérem (2009)

## Fordítás
- Ez a szócikk részben vagy egészben  a   Vladimir Spivakov című angol Wikipédia-szócikk ezen változatának fordításán alapul.  Az eredeti cikk szerkesztőit annak laptörténete sorolja fel. Ez a jelzés csupán a megfogalmazás eredetét és a szerzői jogokat jelzi, nem szolgál a cikkben szereplő információk forrásmegjelöléseként.